# União das Freguesias de Canedo, Vale e Vila Maior

Ehemalige Freguesias, aus denen União das Freguesias de Canedo, Vale e Vila Maior hervorging

Lage im municipío

União das Freguesias de Canedo, Vale e Vila Maior (auch: Canedo, Vale e Vila Maior) ist eine portugiesische Gemeinde (freguesia) im Kreis (municipío) Santa Maria da Feira mit einer Fläche von 43,7 km² und 8882 Einwohnern (Volkszählung 2021). Sie entstand 2013 durch den Zusammenschluss der ehemaligen Gemeinden Canedo, Vila Maior und Vale, die heute Ortsteile der neuen Gemeinde sind.